# Tremblement essentiel
Pour les articles homonymes, voir Tremblement (homonymie).
 Mise en garde médicale
Le tremblement essentiel, souvent appelé « tremblement familial », « tremblement bénin » ou « tremblement idiopathique », est la plus commune des maladies de mouvements anormaux. La cause n'est pas établie (d'où le terme d'« essentiel »). C'est une maladie neurologique qui touche typiquement les bras, les mains ou les doigts, mais aussi parfois la tête, les cordes vocales (et donc la voix), voire d'autres parties du corps impliquant un mouvement comme manger ou écrire.
Le tremblement essentiel ne doit pas être confondu avec la maladie de Parkinson. Il est possible qu'un individu soit atteint des deux affections.
Le tremblement essentiel est généralement décrit comme un tremblement à l'action (c'est-à-dire qu'il s'intensifie quand la personne atteinte essaye d'utiliser le muscle affecté) ou un tremblement postural (c'est-à-dire qu'il est présent avec un tonus musculaire soutenu) plutôt qu'un tremblement au repos (comme on le voit dans la maladie de Parkinson) qui ne fait pas partie des symptômes habituellement présents.

## Classification
Ce type de tremblement fait souvent référence à un « tremblement cinétique ».
Le tremblement essentiel est connu aussi sous le nom de « tremblement essentiel bénin », mais l'adjectif « bénin » a été enlevé en raison de la nature souvent invalidante de la maladie,.

## Signes et symptômes
Dans les cas légers, le tremblement essentiel peut se traduire par une incapacité à arrêter la langue ou les mains de trembler, une incapacité de chanter autrement qu'en vibrato, et la difficulté d'effectuer des tâches simples et précises comme enfiler une aiguille. Même la plus simple des tâches tel que couper en ligne droite ou utiliser une règle peut devenir difficile, voire impossible suivant la gravité de la maladie. Dans des cas invalidants, le tremblement essentiel peut interférer avec les activités de la vie quotidienne, telles que se nourrir, s'habiller et faire sa toilette. Le tremblement essentiel se présente généralement comme un tremblement rythmé (4-12 hertz) qui apparaît seulement quand le muscle affecté exerce un effort. Toutes sortes de stress physiques ou mentaux vont avoir tendance à empirer le tremblement.
Le tremblement peut aussi apparaître à la tête (cou), à la mâchoire et dans la voix ainsi que dans les autres régions du corps, avec un modèle général de tremblement débutant dans les bras puis se propageant dans d'autres régions chez certains patients. Les femmes sont plus susceptibles de développer un tremblement à la tête que les hommes. D'autres types de tremblement peuvent se manifester, tels que le tremblement postural dans les bras tendus, le « tremblement d'intention » et le « tremblement au repos » des bras. Certains patients peuvent avoir des déséquilibres et des problèmes à la démarche.
Le tremblement essentiel n'apparaît pas durant la nuit, mais certains patients peuvent se plaindre d'un tremblement fruste au réveil qui devient de plus en plus perceptible et moins fruste dans les premières minutes suivant le réveil. L'intensité/activation des tremblements peut empirer en réponse à la fatigue, aux émotions fortes, aux faibles taux de sucre dans le sang (hypoglycémie), à la chaleur et au froid, à la caféine, aux sels de lithium, à certains antidépresseurs et autres facteurs. Il est assez typique de voir les tremblements empirer dans des « situations de performance » telles qu'écrire un chèque pour payer dans un magasin ou donner une présentation.
La maladie de Parkinson et le parkinsonisme peuvent aussi apparaître en même temps qu'un tremblement essentiel. Dans ces cas, le degré de tremblement, de rigidité et d'incapacité fonctionnelle n'est pas différent des personnes avec une maladie de Parkinson idiopathique. Le tremblement des mains prédomine (comme dans la maladie de Parkinson), et apparaît dans presque tous les cas, suivi par le tremblement de la tête, de la voix, du cou, du visage, des jambes, de la langue et du tronc. La plupart des autres tremblements apparaissent en association avec le tremblement des mains. La difficulté à marcher est commune dans le tremblement essentiel. Environ la moitié des patients présentent aussi de la dystonie, incluant dystonie cervicale, crampes à l'écriture, dystonie spasmodique, dystonie crânienne et 20 % des patients sont atteints de parkinsonisme. Une dysfonction olfactive (perte du sens de l'odorat) est commune dans la maladie de Parkinson et semble être aussi associée chez les patients atteints de tremblement essentiel. Un certain nombre de patients atteints de tremblement essentiel démontrent plusieurs perturbations neuropsychiatriques vues dans la maladie de Parkinson idiopathique.
Le tremblement essentiel apparaissant après l'âge de 65 ans est associé à une déficience cognitive légère et à de la démence.

## Causes
Par définition, elles ne sont pas connues (d'où le terme « essentiel »), mais il existe plusieurs suspicions.

### Génétique
Plusieurs cas semblent familiaux. Environ la moitié des cas sont causés par une mutation génétique et le mécanisme de succession est cohérent avec un modèle de transmission autosomal dominant. Une liaison génétique a été établie pour plusieurs régions chromosomiques,. Un variant du gène LINGO1 est corrélé avec une augmentation du risque du syndrome,, et sur les récepteurs GABA. Des mutations à HAPT1 sont liées au tremblement essentiel aussi bien qu'à la maladie de Parkinson, à atrophie multisystématisée ainsi qu'à la paralysie supranucléaire progressive.
L’hypothèse d’un rôle du récepteur D3 de la dopamine dans la survenue du tremblement essentiel familial a été émise en raison de différentes observations : la diminution de son expression au cours de la maladie de Parkinson, et sa mutation (variant Ser9Gly) ou son fonctionnement augmenté dans certains troubles moteurs, la localisation de son gène sur le chromosome 3, alors qu’une région potentiellement associée à la transmission de la maladie a été identifiée sur ce même chromosome, enfin, sa distribution cérébrale dans des zones impliquées dans le contrôle des mouvements. Le cortex cérébelleux pourrait jouer un rôle déterminant dans les mécanismes du tremblement essentiel. Les cellules de Purkinje du cortex cérébelleux présentent des anomalies morphologiques marquées...
En 2012, le programme national de toxicologie a déterminé qu'il y avait des « preuves suffisantes » pour conclure à l'association entre une concentration sanguine au plomb à <10 ug/dL et le tremblement essentiel chez l'adulte, et des « preuves limitées » avec une concentration de plomb dans le sang à <5 ug/dL.

### Facteurs environnementaux
Plusieurs facteurs environnementaux, incluant des toxines, font l'objet de recherches actives à savoir si ceux-ci peuvent jouer un rôle dans les causes de la maladie. L'harmaline ou l'harmine a été impliquée non seulement en tremblement essentiel, mais a aussi été retrouvée en grande quantité dans le liquide cérébral de personnes souffrant de la maladie de Parkinson ainsi qu'en cancer,,. Des niveaux élevés de neurotoxines sont associés à une sévérité de tremblement plus élevée,. L'exposition a été principalement associée à la consommation de bœuf, de porc et surtout de poulet, même s'ils sont cuits,,. En effet, les plus grands consommateurs de viande étaient significativement plus susceptibles d'avoir du tremblement essentiel. La haute liposolubilité de l'harmaline permet son accumulation dans les tissus du cerveau suivant sa consommation.

## Physiopathologie
La clinique, la physiologie et les études d'imageries pointent vers une implication du cervelet et/ou de l'axe cerebello-thalamocortical. Les changements dans le cervelet pourraient aussi être reliés à la consommation d'alcool. Les cellules de Purkinje sont particulièrement sensibles à l'excitotoxicité de l'éthanol. Les cellules de Purkinje sont affectées  ; une détérioration des synapses de Purkinje est une composante de la dégradation cérébelleuse qui pourrait être à la base du tremblement essentiel. Quelques cas ont des corps de Lewy dans leur locus cœruleus,,. Les cas de tremblement essentiel ayant progressé en maladie de Parkinson sont le moins susceptibles d'avoir eu des problèmes aux cervelets.

## Diagnostic
Le diagnostic est fait sur la base des symptômes et d'un examen neurologique. Les tremblements peuvent commencer à tout âge, depuis la naissance jusqu'à un âge avancé (tremblement sénile),. Tous les muscles squelettiques du corps peuvent être atteints, malgré le fait que les tremblements soient plus souvent vus dans les mains, dans les bras, parfois dans le cou (hochement au niveau de la tête), au niveau de la langue et dans les jambes. Un tremblement au repos dans les mains est parfois présent. Les tremblements aux jambes peuvent être diagnostiqués comme des tremblements orthostatiques. Au niveau des membres, le tremblement est observé lors du maintien d'attitude, mais aussi lors de gestes précis, tels que verser de l'eau dans un verre, écrire, approcher la fourchette de la bouche.
À l'heure actuelle, il n'existe aucun test spécifique par analyse de sang, examen urinaire ou autre qui permette de diagnostiquer le tremblement essentiel. En revanche, il faut rechercher d'autres causes de tremblements tels qu'un dysfonctionnement thyroïdien, un excès de caféine ou encore les effets secondaires de certains médicaments. La consommation de faibles quantités d'alcool peut atténuer l'intensité du tremblement chez certains patients, mais ceci ne peut pas être considéré comme un traitement.
Le tremblement essentiel peut apparaître en concomitance avec de multiples désordres neurologiques autres que la maladie de Parkinson. Cela inclut les migraines.

### Examen du cerveau
Un examen détaillé du cerveau par des techniques de pointe (scanner, IRM, ou autre) n'est pas nécessaire pour faire un diagnostic de tremblement essentiel. Cependant, des examens peuvent être pratiqués dans le but d'éliminer toute autre cause du tremblement. Le tremblement essentiel ne peut être détecté par aucun examen du cerveau existant à l'heure actuelle.

### Risques de confusion avec d'autres tremblements
Un tremblement peut être provoqué par différentes causes, et tous les tremblements ne peuvent pas être qualifiés de tremblement essentiel. Il existe de nombreuses causes aux tremblements. Par exemple, un abus de caféine, l'arrêt brutal de la consommation d'alcool, des problèmes de thyroïde, un mauvais métabolisme du cuivre (maladie de Wilson), ou l'utilisation de certains médicaments peuvent provoquer un tremblement. Une caractéristique spécifique du tremblement essentiel est qu'en général le tremblement est le seul symptôme : la tonicité musculaire ou encore l'équilibre ne sont pas habituellement affectés.
Du fait qu'un tremblement peut avoir de nombreuses origines, le tremblement essentiel peut être mal diagnostiqué. Il risque le plus souvent d'être confondu avec la maladie de Parkinson. Mais la maladie de Parkinson provoque typiquement un tremblement au repos et non pas un tremblement lors des mouvements volontaires. Elle entraîne aussi un ralentissement des mouvements, une rigidité et une perte d'équilibre. Les traitements pour la maladie de Parkinson ne conviennent pas pour le tremblement essentiel. L'automédication est déconseillée et il est recommandé de préciser tous les médicaments ou préparations utilisés : ils pourraient être la source d'un tremblement.

## Traitement
Le fait d'avoir un tremblement essentiel ne nécessite pas forcément un traitement. Il faut savoir qu'aucune thérapie, même commencée très tôt, ne stoppe ou ralentit la progression naturelle des symptômes du tremblement essentiel. Avec un peu d'habitude, de nombreuses personnes apprennent à vivre avec un tremblement essentiel.
Aujourd'hui, il n'existe pas de remède complètement efficace pour le tremblement essentiel. Les objectifs d'un traitement sont de diminuer l'amplitude du tremblement, de retrouver une certaine habileté pour l'exécution de tâches courantes et de réduire le handicap social.
La réalisation de ces objectifs peut quelquefois prendre du temps. On considère que 65 % des personnes concernées peuvent tirer bénéfice d'un traitement[réf. souhaitée]. Le médecin peut avoir besoin de tester plusieurs médicaments avant de trouver celui qui donne les meilleurs résultats.
La prise en charge des tremblements essentiels a fait l'objet de la publication de recommandations. Celles de l'« American Academy of Neurology » datent de 2011.

### Traitement médicamenteux
Quand les symptômes sont assez dérangeants pour nécessiter un traitement, les premiers choix de médicaments sont les bêta-bloquants tels que le propranolol, ou à l'occasion le nadolol ou le timolol. L'atenolol et le pindolol ne sont pas efficaces en tremblement. Le barbiturique utilisé en épilepsie, le primidone est aussi efficace en tremblement essentiel.
Des médicaments de 2e ou de 3e ligne peuvent être ajoutés si les premiers choix ne permettent pas le contrôle des tremblements. Les médicaments de 2e ligne sont des antiépileptiques tels que le topiramate, la gabapentine (en monothérapie), le lévétiracem et des benzodiazépines comme l'alprazolam. En 3e ligne de traitement des antipsychotiques tels que la clozapine et la mirtazapine peuvent être tentés.
À noter que la théophylline a été utilisée par certains médecins pour traiter le tremblement essentiel, même si celui-ci peut induire des tremblements. En effet, son utilisation est controversée dû à des données contradictoires sur son efficacité. Il y a quelques preuves que de faibles doses pourraient apporter une amélioration,.

### Thérapies dans les cas sévères

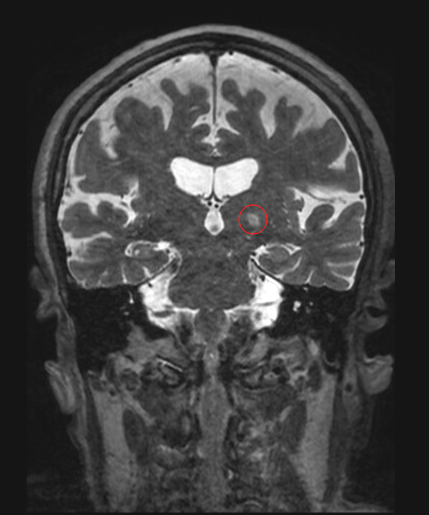
Imagerie par résonance magnétique (coupe frontale) quatre jours après MRgFUS (ultrasons focalisés de haute intensité guidée par résonance magnétique): thalamotomie du noyau intermédiaire ventral gauche (Vim). Homme de 79 ans avec tremblement essentiel.

Quand les médicaments ne réussissent pas à contrôler le tremblement ou que ceux-ci ne sont pas tolérés par le patient, la toxine botulique, la stimulation cérébrale profonde et la thérapie occupationnelle pourraient être utiles. Quand le tremblement essentiel perturbe fortement la vie quotidienne (impossibilité de tenir un verre d'eau, de téléphoner ou d'écrire par exemple) le recours à la neurochirurgie est possible. Plusieurs techniques peuvent être utilisées: la stimulation cérébrale profonde, la radiochirurgie par le système Gamma Knife ou la chirurgie par ultrasons de haute intensité guidée par IRM.
La stimulation des noyaux gris centraux (ou stimulation cérébrale profonde) est une technique neurochirurgicale qui a révolutionné la prise en charge de la maladie de Parkinson depuis une vingtaine d'années. Elle s'est aussi avérée efficace dans le traitement du tremblement essentiel. Elle est cependant rarement utilisée dans cette indication, car il s'agit d'une intervention neurochirurgicale. Celle-ci consiste à placer une électrode dans une partie profonde du cerveau, le noyau ventral du thalamus, et de relier celle-ci à un stimulateur placé sous la peau au niveau du thorax. La mise en route de ce stimulateur entraîne une diminution ou une disparition complète du tremblement controlatéral. Les risques de l'intervention sont faibles et sont communs à ceux d'une intervention neurochirurgicale : hémorragie, infection.
Une technique alternative non invasive, l'utilisation d'ultrasons focalisés de haute intensité guidés par l'IRM pour atteindre le noyau ventral intermédiaire du thalamus s'est diffusée depuis une première étude pilote publiée en 2013,.  Elle a été validée en 2016 par une étude clinique randomisée à la suite de laquelle la FDA (Food and Drug Administration) a approuvé le système utilisé, l' « Insightec's Exablate Neuro », pour le traitement des tremblements essentiels. Cette technique présente aussi l'avantage de permettre d'évaluer son efficacité en temps réel lors de l'opération, le ou la patiente restant éveillé(e). Un suivi sur 5 ans des 40 patients de l'étude a montré que la réduction du tremblement essentiel obtenu se maintenait sur cette période et que les effets indésirables, minoritaires, restaient légers à modérés. En 2019, la chirurgie par ultrasons focalisés (FUS) était utilisée dans 44 centres dans le monde et elle devenu le deuxième traitement chirurgical de la pathologie après la stimulation cérébrale profonde. Contrairement aux deux autres types d'intervention chirurgicale, elle n'était pas encore disponible en France en 2022.

## Pronostic
Bien que le tremblement essentiel soit souvent léger, les patients atteints de tremblements sévères ont de la difficulté à effectuer la routine de leurs activités de la vie quotidienne,. Le tremblement essentiel est généralement progressif dans la plupart des cas (parfois rapidement, d'autres fois très lentement), et peut être invalidant dans des cas sévères,,.

## Épidémiologie
Il s'agit de la cause la plus fréquente de tremblements ainsi que de la plus commune des maladies neurologiques. 
La prévalence est d'environ 4 % chez les personnes âgées de 40 ans et plus, équivalente chez la femme et chez l'homme. Une prévalence beaucoup plus élevée chez les personnes autour de 60, 70 et 80 ans et avec finalement une prévalence de 20 % chez les individus autour de 90 ans et plus.
Il peut affecter des personnes de tous âges. Il existe 2 pics d'incidence, avant 20 ans et après 50 ans. Dans de nombreux cas, on retrouve des antécédents familiaux, mais le gène n'est pas encore identifié.

## Société et culture
L'actrice Katharine Hepburn (1907-2003) avait un tremblement essentiel, qu'elle avait hérité de son grand-père, qui lui provoquait des tremblements à la tête et parfois aux mains,,. Selon Dickens (1990), les tremblements étaient perceptibles lors de ses performances dans le téléfilm de 1979, Le blé est vert ; les critiques ont mentionné la « paralysie qui faisait trembler sa tête ». Le tremblement d'Hepburn a empiré dans les années 1980, quand elle était dans ses 70 à 80 ans.
La chanteuse Clara Luciani a révélée être atteinte par le tremblement essentiel. Elle a expliqué à un journaliste que c'était pour cela qu'elle n'utilise que des micros filaires sur scène : « J'ai un tremblement essentiel et le fil du micro me permet de stabiliser mes mains ».
L'étude de documents écrits à la main permet d'estimer l'apparition et le développement d'un tremblement essentiel chez des personnalités historiques. Il a ainsi été déterminé que les présidents américains John Adams et John Quincy Adams (respectivement père et fils) ont tous les deux souffert de cette maladie,.

## Recherches
L'harmaline est grandement utilisée dans le modèle de tremblement essentiel chez les rongeurs. On pense que l'harmaline agit principalement sur les neurones du noyau olival inférieur. Les neurones olivaires démontrent un potentiel d'action excitateur rythmé quand l'harmaline est appliquée localement.

## Suggestions pratiques
Il existe de nombreuses solutions pour maîtriser l'impact du tremblement essentiel dans la vie quotidienne et au travail. Voici quelques suggestions pratiques :
- il est recommandé d'être attentif et informé sur l'évolution du tremblement essentiel et d'apprendre le plus possible à vivre avec lui ;
- il faut éviter de se replier sur soi-même à cause du « qu'en-dira-t-on », il vaut mieux expliquer la cause du tremblement de façon simple et claire aux personnes rencontrées ;
- il faut en parler aux professeurs des enfants présentant un tremblement essentiel ;
- il est recommandé d'apprendre à diminuer la tension nerveuse, l'anxiété (qui peuvent majorer le tremblement), et notamment par des techniques de relaxation ;
- il faut, bien sûr, éviter tout ce qui peut aggraver le tremblement comme la caféine, et certains médicaments.